# Maybelle Goodlanderová

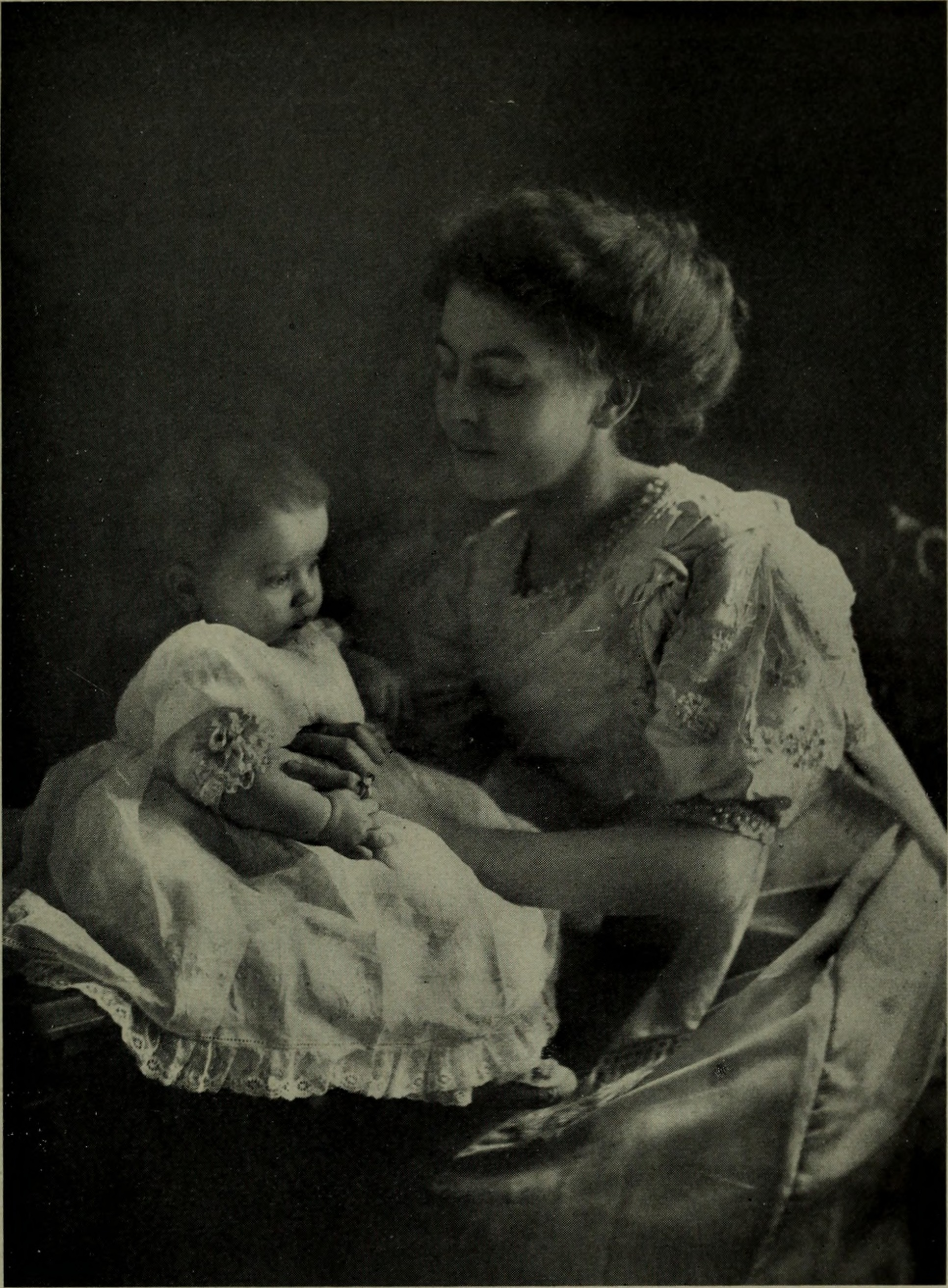
Sestry Goodlanderovy: Matka a dítě, The American annual of photography, 1911

Maybelle D. Goodlanderová (nepřechýleně Maybelle Goodlander; 1882 – 25. října 1959) byla americká komerční a portrétní fotografka se sídlem v Muncie, Indiana. Spolupracovala se svou starší sestrou Maude Goodlanderovou.

## Životopis
Maude a Maybelle Goodlanderová se narodily v Muncie, Indiana, jako dcery Marqua D. Goodlandera a Harrietty Chapel Goodlanderové. Jejich otec byl fotograf a naučil své dcery dovednosti této profese.

## Kariéra
V roce 1906 spolu sestry Goodlanderovy pracovaly jako profesionální fotografky a po odchodu jejich otce do důchodu, po něm převzaly ateliér. Pořizovaly fotografické portréty a malovaly portréty na plátno. Fotografovaly také společné třídní fotografie pro školy. V roce 1911 také uspořádaly výstavu německé fotografie v Muncie s díly Miny Diez-Dührkoopové.
Maybelle Goodlanderová byla v roce 1915 zvolena prezidentkou Ženské federace Americké fotografické asociace (Women's Federation of the Photographers' Association of America). Účastnila se národních setkání Fotografické asociace Ameriky v Milwaukee (1910), St. Paulu (1911), Detroitu (1912), Kansas City, Missouri (1913), Atlantě (1914) a Indianapolis (1915). V roce 1927 byla prezidentkou asociace Business and Professional Women's Association of Muncie. O fotografii přednášela na národním sjezdu Business and Professional Women's Clubs v Oaklandu v Kalifornii v roce 1927.

## Osobní život
Maybelle D. Goodlanderová zemřela v roce 1959 ve věku 77 let. Maude zemřela v roce 1962.